# 祖丁
祖丁（そてい）は、殷朝の第16代王。祖辛の子。沃甲の甥。竹書紀年によれば別名は「新」で在位9年。